# Шерідан (Мічиган)
Шерідан (англ. Sheridan) — селище (англ. village) в США, в окрузі Монткам штату Мічиган. Населення — 692 особи (2020).

## Географія
Шерідан розташований за координатами 43°12′27″ пн. ш. 85°4′28″ зх. д. / 43.20750° пн. ш. 85.07444° зх. д. (43.207436, -85.074387).  За даними Бюро перепису населення США в 2010 році селище мало площу 3,00 км², з яких 2,85 км² — суходіл та 0,15 км² — водойми.

## Демографія
Згідно з переписом 2010 року, у селищі мешкало 649 осіб у 277 домогосподарствах у складі 186 родин. Густота населення становила 216 осіб/км².  Було 308 помешкань (103/км²).
Расовий склад населення:
| - 95,2 % — білих - 1,8 % — корінних американців - 0,6 % — чорних або афроамериканців - 0,5 % — азіатів |

До двох чи більше рас належало 1,7 %. Частка іспаномовних становила 1,7 % від усіх жителів.
За віковим діапазоном населення розподілялося таким чином: 23,3 % — особи молодші 18 років, 56,1 % — особи у віці 18—64 років, 20,6 % — особи у віці 65 років та старші. Медіана віку мешканця становила 41,9 року. На 100 осіб жіночої статі у селищі припадало 85,4 чоловіків;  на 100 жінок у віці від 18 років та старших — 77,2 чоловіків також старших 18 років.
Середній дохід на одне домашнє господарство  становив 47 633 долари США (медіана — 40 833), а середній дохід на одну сім'ю — 60 101 долар (медіана — 56 964). Медіана доходів становила 37 083 долари для чоловіків та 35 500 доларів для жінок. За межею бідності перебувало 13,1 % осіб, у тому числі 23,4 % дітей у віці до 18 років та 5,1 % осіб у віці 65 років та старших.
Цивільне працевлаштоване населення становило 235 осіб. Основні галузі зайнятості: виробництво — 23,0 %, освіта, охорона здоров'я та соціальна допомога — 21,7 %, роздрібна торгівля — 9,4 %, фінанси, страхування та нерухомість — 8,9 %.